# Glomel
Glomel is een gemeente in het Franse departement Côtes-d'Armor (regio Bretagne). De plaats maakt deel uit van het arrondissement Guingamp. Glomel telde op 1 januari 2022 1.412 inwoners.

## Geografie
De oppervlakte van Glomel bedroeg op 1 januari 2022 79,93 vierkante kilometer; de bevolkingsdichtheid was toen 17,7 inwoners per km².
De onderstaande kaart toont de ligging van Glomel met de belangrijkste infrastructuur en aangrenzende gemeenten.

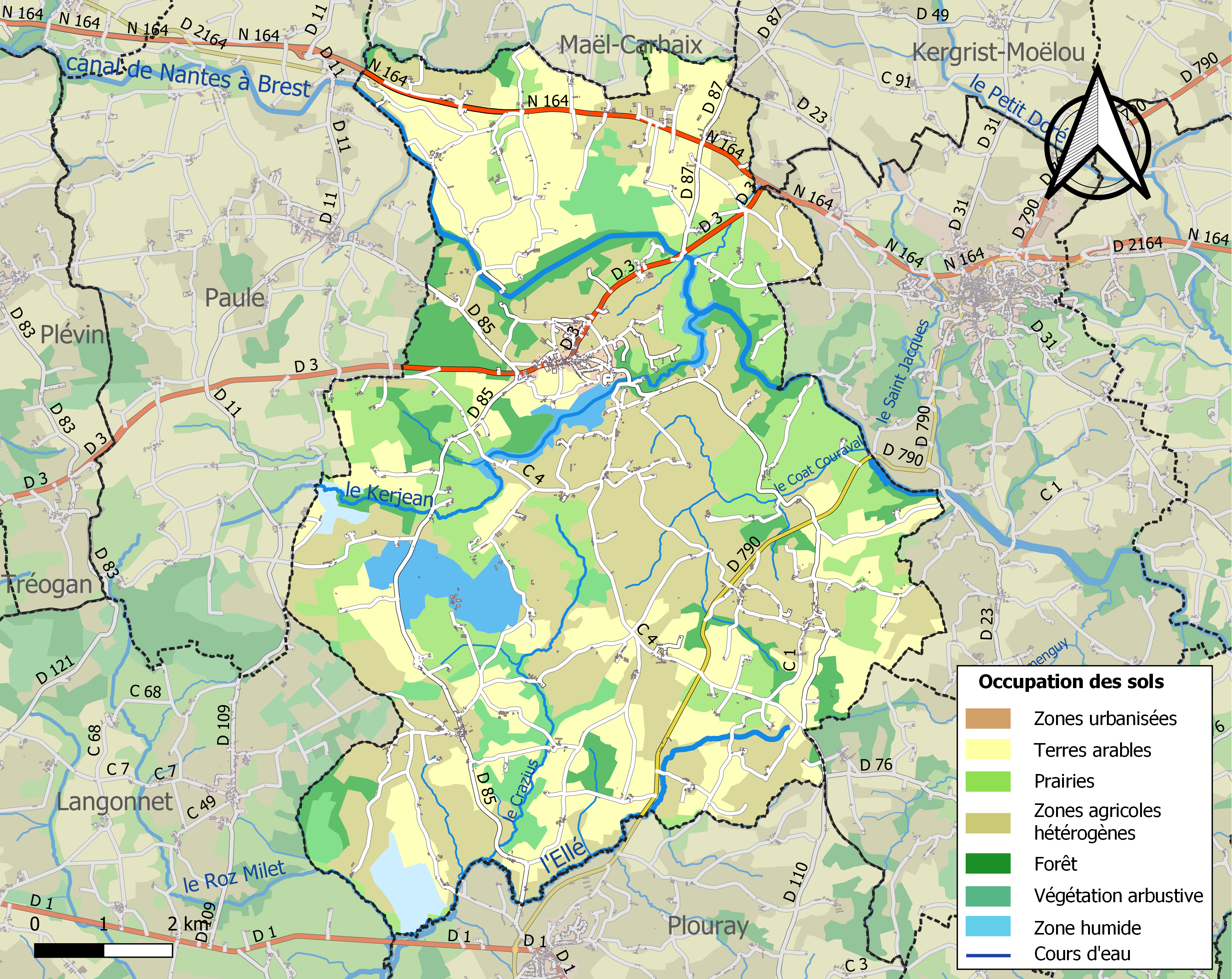

## Demografie
Onderstaande figuur toont het verloop van het inwonertal (bron: INSEE-tellingen).